# Wymysły (Sokołów)
Pour les articles homonymes, voir Wymysły.
Wymysły  [vɨˈmɨswɨ] est un village polonais de la gmina de Sabnie dans le powiat de Sokołów et dans la voïvodie de Mazovie, au centre-est de la Pologne.
Il est situé à environ 4 kilomètres à l'ouest de Sabnie, 12 kilomètres au nord de Sokołów Podlaski et à 92 kilomètres à l'est de Varsovie.